# Saison 2010-2011 du Raja Club Athletic
Maillots
Chronologie
Saison précédente Saison suivante
La saison 2010-2011 du Raja Club Athletic est la 62e de l'histoire du club depuis sa fondation le 20 mars 1949. Elle fait suite à la saison 2009-2010 dans laquelle le Raja a terminé vice-champion en championnat.
Au titre de cette saison, le Raja CA est engagé dans quatre compétitions officielles: Championnat, Coupe du Trône 2010 et Ligue des champions 2011.
Le meilleur buteur de la saison est Hassan Taïr avec huit buts inscrits toutes compétitions confondues, tandis que le meilleur passeur est Mohsine Moutouali avec six passes décisives.

## Avant saison

### Mercato Hivernal
Le 5 janvier 2011, l'attaquant de l’Olympique de Safi Hassan Souari signe un contrat d'un an et demi en faveur du Raja CA en échange du défenseur Youness Bellakhdar qui fait le chemin inverse.

### Matchs amicaux de préparation
| Dates      | Tours  | Adversaires            | Lieux des rencontres        | Scores    | Buts RCA                      | Références          |
| ---------- | ------ | ---------------------- | --------------------------- | --------- | ----------------------------- | ------------------- |
| 29/07/2010 | M-1    | Olympique de Khouribga | Stade Père-Jégo, Casablanca | 2-2 (4-2) | Najdi 28e Agnaou 31e          | [ Rapport match 1 ] |
| 31/07/2010 | M-2    | Racing AC              | Stade Père-Jégo, Casablanca | 1-2       | Denguir 39e Fettah 76e (pen.) | [ Rapport match 1 ] |
| 01/08/2010 | Finale | DH El Jadida           | Stade Père-Jégo, Casablanca | 1-2       | Najdi 47e                     | [ Rapport match 1 ] |

## Botola
| Date          | No. | Adversaire     | Lieu | Résultat | Buteurs                                           | Passeurs                                  | Rapport |
| ------------- | --- | -------------- | ---- | -------- | ------------------------------------------------- | ----------------------------------------- | ------- |
| MATCHS ALLER  |     |                |      |          |                                                   |                                           |         |
| 23/08/2010    | 1   | CRA Hoceima    | Dom. | 2 - 0    | Omar Najdi 52e 70e                                | Yassine Salhi 52e Youssef Agnaou 70e      | 2-0     |
| 29/08/2010    | 2   | JSM El Massira | Ext. | 1 - 0    |                                                   |                                           | 1-0     |
| 19/09/2010    | 3   | KAC Kénitra    | Ext. | 1 - 2    | Berrabeh 64e El Moubarki 90e                      |                                           | 1-2     |
| 24/09/2010    | 4   | FUS Rabat      | Dom. | 0 - 0    |                                                   |                                           | 0-0     |
| 02/10/2010    | 5   | MAS Fès        | Ext. | 2 - 1    | Lanciné Koné 21e                                  | Hicham Aboucherouane 21e                  | 2-1     |
| 16/10/2010    | 6   | DHJ El Jadida  | Dom. | 1 - 1    | Yassine Salhi 39e                                 | Abdessamad Ouarad 39e                     | 1-1     |
| 24/10/2010    | 7   | HUSA Agadir    | Ext. | 1 - 1    | Lanciné Koné 90e                                  | Bilal Denguir 90e                         | 1-1     |
| 31/10/2010    | 8   | JSK Tadla      | Dom. | 2 - 1    | Soulaimani 30e, Aboucherouane 48e                 |                                           | 2-1     |
| 7/11/2010     | 9   | MAT Tétouan    | Ext. | 1 - 2    | Youness Bellakhdar 21e Hassan Taïr 76e            | Said Fettah 21e                           | 1-2     |
| 4/12/2010     | 10  | WAC Casablanca | Dom. | 1 - 2    | Hassan Taïr 53e                                   |                                           | 1-2     |
| 8/12/2010     | 11  | FAR Rabat      | Ext. | 1 - 1    | Mamadou Baila Traoré 15e                          | Bouchaib El Moubarki 15e                  | 1-1     |
| 12/12/2010    | 12  | WAF Fès        | Dom. | 3 - 0    | O. Najdi 12e Y. Salhi 57e El Moubarki 67e         | Moutouali 12e Najdi 57e Salhi 67e         | 3-0     |
| 18/12/2010    | 13  | OCS Safi       | Ext. | 1 - 0    |                                                   |                                           | 1-0     |
| 26/12/2010    | 14  | KACM Marrakech | Dom. | 2 - 0    | Moutouali 48e (pen.) Berrabeh 57e                 | Abdessamad Ouhaki 57e                     | 2-0     |
| 02/01/2011    | 15  | OCK Khouribga  | Ext. | 1 - 2    | Omar Najdi 48e 90e                                | Hicham Mahdoufi 48e                       | 1-2     |
| MATCHS RETOUR |     |                |      |          |                                                   |                                           |         |
| 06/02/2011    | 16  | JSM El Massira | Dom. | 2 - 0    | Hassan Souari 52e Hassan Taïr 87e                 | Amine Erbate 52e Rachid Soulaimani 87e    | 2-0     |
| 13/02/2011    | 17  | KAC Kénitra    | Dom. | 1 - 0    | Yassine Salhi 90e                                 | Ismaïl Benlamaalem 90e                    | 1-0     |
| 20/02/2011    | 18  | FUS Rabat      | Ext. | 1 - 1    | Yassine Salhi 87e                                 | Hicham Aboucherouane 87e                  | 1-1     |
| 1er/03/2011   | 19  | MAS Fès        | Dom. | 2 - 1    | Hassan Taïr 6e Hassan Souari 61e                  | Mohsine Moutouali 6e                      | 2-1     |
| 5/03/2011     | 20  | DHJ El Jadida  | Ext. | 0 - 1    |                                                   |                                           | 1-0     |
| 12/03/2011    | 21  | HUSA Agadir    | Dom. | 2 - 0    | Yassine Salhi 43e Bouchaib El Moubarki 53e        | Yassine Salhi 53e                         | 2-0     |
| 26/03/2011    | 22  | JSK Tadla      | Ext. | 0 - 1    | Hassan Souari 41e                                 | Bouchaib El Moubarki 41e                  | 0-1     |
| 10/04/2011    | 23  | WAC Casablanca | Ext. | 1 - 1    | Hassan Taïr 78e                                   |                                           | 1-1     |
| 13/04/2011    | 24  | MAT Tétouan    | Dom. | 2 - 1    | Berrabeh 25e Aboucherouane 44e                    | Hicham Aboucherouane 25e                  | 2-1     |
| 17/04/2011    | 25  | FAR Rabat      | Dom. | 2 - 1    | Abdelmoula Berrabeh 15e Hassan Souari 33e         | Hassan Souari 15e                         | 2-1     |
| 23/04/2011    | 26  | WAF Fès        | Ext. | 0 - 3    | Moutouali 30e 60e (pen.) Chkilit 33e (csc)        | Abdessamad Ouhaki 30e                     | 0-3     |
| 30/04/2011    | 27  | OCS Safi       | Dom. | 4 - 1    | El Moubarki 3e Salhi 53e 87e Moutouali 76e (pen.) | Moutouali 3e Aboucherouane 53e Ouhaki 87e | 4-1     |
| 16/05/2011    | 28  | KACM Marrakech | Ext. | 1 - 0    |                                                   |                                           | 1-0     |
| 21/05/2011    | 29  | OCK Khouribga  | Dom. | 2 - 1    | Soulaimani 41e Moutouali 55e (pen.)               | Kouko Guehi 41e                           | 2-1     |
| 28/05/2011    | 30  | CRA Hoceima    | Ext. | 1 - 2    | Benlamaalem 13e El Moubarki 44e                   | Mohsine Moutouali 13e 44e                 | 1-2     |

## Coupe du Trône
| Date       | J.           | Adversaire      | Lieu                        | Score         | Buteurs               | Passeurs                 |
| ---------- | ------------ | --------------- | --------------------------- | ------------- | --------------------- | ------------------------ |
| 15/08/2010 | 1/32e Finale | US Témara       | Stade Mohamed V, Casablanca | 0-1           | Abdessamad Ouhaki 76e | -                        |
| 08/09/2010 | 1/16e Finale | SCCM Mohammédia | Stade Mohamed V, Casablanca | 1-1 (3-4 tab) | Lanciné Koné 69e      | Hicham Aboucherouane 69e |

## Ligue des champions
| Date       | Tour              | Adversaire    | Lieu                       | Score     | Buteurs |
| ---------- | ----------------- | ------------- | -------------------------- | --------- | --- |
| 28/01/2011 | Tour préliminaire | Tourbillon FC | Stade Med V, Casablanca    | 10-1      | Ouhaki 9e, Taïr 11e 29e 51e, Ismaïl 18e, El Moubarki 25e Moutouali 30e, Aboucherouane 63e, Koné 69e, Souari 82e |
| 13/02/2011 | Tour préliminaire | Tourbillon FC | Stade IMO, Ndjamena        | Forfait   | Forfait |
| 19/03/2011 | 1/32 finale       | Stade Malien  | Stade Modibo-Keita, Bamako | 2-1       | Bouchaib El Moubarki 7e                                                                                         |
| 02/04/2011 | 1/32 finale       | Stade Malien  | Stade Med V, Casablanca    | 1-0       | Mamadou Baila Traoré 40e                                                                                        |
| 07/05/2011 | 1/16 finale       | ASEC Mimosas  | Stade Med V, Casablanca    | 1-1 (5-4) | Mohsine Moutouali 90+4e (pen.)                                                                                  |

## Statistiques

### Statistiques des buteurs
| Place           | Nom                  | Botola | Coupe du Trône | Ligue des champions de la CAF | Total des buts |
| --------------- | -------------------- | ------ | -------------- | ----------------------------- | -------------- |
| 1               | Hassan Taïr          | 5      | -              | 3                             | 8              |
| 2               | Mohsine Moutouali    | 5      | -              | 2                             | 7              |
| 2               | Yassine Salhi        | 7      | -              | -                             | 7              |
| 2               | Bouchaib El Moubarki | 5      | -              | 2                             | 7              |
| 5               | Hassan Souari        | 4      | -              | 1                             | 5              |
| 5               | Omar Najdi           | 5      | -              | -                             | 5              |
| 7               | Lanciné Koné         | 2      | 1              | 1                             | 4              |
| 7               | Abdelmoula Berrabeh  | 4      | -              | -                             | 4              |
| 9               | Hicham Aboucherouane | 2      | -              | 1                             | 3              |
| 10              | Mamadou Baila Traoré | 1      | -              | 1                             | 2              |
| 10              | Rachid Soulaimani    | 2      | -              | -                             | 2              |
| 10              | Abdessamad Ouhaki    | -      | 1              | 1                             | 2              |
| 10              | Ismaïl Benlamaalem   | 1      | -              | 1                             | 2              |
| 14              | Youness Bellakhdar   | 1      | -              | -                             | 1              |
| Contre son camp | Contre son camp      | 1      | -              | -                             | 1              |
| Total des buts  | Total des buts       | 45     | 2              | 13                            | 60             |

### Statistiques des passeurs
| Place            | Nom                  | Botola | Coupe du Trône | Ligue des champions de la CAF | Total des passes |
| ---------------- | -------------------- | ------ | -------------- | ----------------------------- | ---------------- |
| 1                | Mohsine Moutouali    | 5      | -              | 1                             | 6                |
| 2                | Hicham Aboucherouane | 4      | 1              | -                             | 5                |
| 3                | Bouchaib El Moubarki | 2      | -              | 2                             | 4                |
| 4                | Abdessamad Ouhaki    | 3      | -              | -                             | 3                |
| 4                | Yassine Salhi        | 3      | -              | -                             | 3                |
| 4                | Hassan Taïr          | -      | -              | 3                             | 3                |
| 4                | Rachid Soulaimani    | -      | -              | 3                             | 3                |
| 7                | Hassan Souari        | 1      | -              | 1                             | 2                |
| 7                | Amine Erbate         | 1      | -              | 1                             | 2                |
| 10               | Omar Najdi           | 1      | -              | -                             | 1                |
| 10               | Hicham Mahdoufi      | 1      | -              | -                             | 1                |
| 10               | Kouko Guehi          | 1      | -              | -                             | 1                |
| 10               | Bilal Denguir        | 1      | -              | -                             | 1                |
| 10               | Ismaïl Benlamaalem   | 1      | -              | -                             | 1                |
| 10               | Abdessamad Ouarad    | 1      | -              | -                             | 1                |
| 10               | Youssef Agnaou       | 1      | -              | -                             | 1                |
| 10               | Said Fettah          | 1      | -              | -                             | 1                |
| 10               | Lanciné Koné         | -      | -              | 1                             | 1                |
| Total des passes | Total des passes     | 27     | 1              | 12                            | 40               |